# Law & Order: Organized Crime (seizoen 1)
Dit artikel vat het eerste seizoen van Law & Order: Organized Crime samen.

## Rolverdeling

### Hoofdrollen
- Christopher Meloni - senior rechercheur Elliot Stabler
- Ainsley Seiger - rechercheur Jet Slootmaekers
- Danielle Moné Truitt - brigadier Ayanna Bell
- Tamara Taylor - professor Angela Wheatley
- Dylan McDermott - zakenman Richard Wheatley

### Terugkerende rollen
- Ben Chase - rechercheur Freddie Washburn
- Michael Rivera - rechercheur Diego Morales
- Charlotte Sullivan - rechercheur Gina Cappelletti
- Mariska Hargitay - hoofdinspecteur/captain Olivia Benson
- Daniel Oreskes - inspecteur Daniel Oreskes
- Shauna Harley - Pilar Wheatley
- Nick Creegan - Richard "Richie" Wheatley jr.
- Jaylin Fletcher - Ryan Wheatley
- Christina Marie - Dana Wheatley
- Ibrahim Renno - Izak Bekher
- Nicky Torchia - Elliot "Eli" Stabler jr.
- Autumn Mirassou - Maureen "Mo" Stabler
- Kaitlyn Davidson - Elizabeth "Lizzie" Stabler
- Allison Siko - Kathleen Stabler
- Ellen Burstyn - Bernadette "Bernie" Stabler
- Keren Dukes - Denise Bullock
- Wendy Moniz - officier van justitie Anne Frasier
- Nicholas Baroudi - Joey Raven

## Afleveringen
| Nr. | Aflevering | Titel                              | Regisseur        | Schrijver(s)                           | Selectie gastrollen | Uitzenddatum  |  |
| --- | ---------- | ---------------------------------- | ---------------- | -------------------------------------- | --- | ------------- |  |
| 1 | 1          | What Happens in Puglia             | Fred Berner      | Dick Wolf Ilene Chaiken Matt Olmstead  | Diany Rodriguez - A.D.A. Maria Delgado DeShawn Harold Mitchell - Stan Fairey David Greenspan - Pat Sharkey Davide Borella - Roberto | 1 april 2021  |  |
| Deze aflevering is een cross-over met de televisieserie Law & Order: Special Victims Unit (seizoen 22, aflevering 9). Rechercheur Elliot Stabler keert na jaren afwezigheid weer terug naar New York om in dienst te treden bij de afdeling georganiseerde misdaad, en werkt daar mee om een misdaadbende uit te schakelen die nep beademingsapparaten en beschermingsmiddelen in het buitenland hebben verkocht. Tevens is hij ook op zoek naar de mensen die verantwoordelijk zijn voor de moord op zijn vrouw. |            |                                    |                  |                                        | |               |  |
| 2 | 2          | Not Your Father's Organized Crime  | Ken Girotti      | Ilene Chaiken                          | Hannah Jane McMurray - Jill Diany Rodriguez - A.D.A. Maria Delgado Julie Tolivar - Helene                                           | 8 april 2021  |  |
| Het team onderzoekt gestolen Covid-19 vaccins die uitgedeeld worden aan corrupte artsen die op hun beurt de vaccins weer verkopen aan mensen die voorrang willen hebben voor bescherming. Ondertussen probeert Richard een band op te bouwen met Richie over het familie imperium, maar Dana probeert Richie ervan te overtuigen dat het het niet waard is. |            |                                    |                  |                                        | |               |  |
| 3 | 3          | Say Hello to My Little Friends     | John David Coles | Rick Marin                             | Karl Bury - Danny Lizer James T. Alfred - rechercheur Mundy Malik Reed - Darius                                                     | 15 april 2021 |  |
| Het team krijgt informatie over een openbare vaccinatiecampagne die door Richard zou worden georganiseerd, en willen deze verijdelen en tegelijkertijd willen zij een grote slag slaan in deze zaak. Richie probeert Gina te ervan overtuigen om hem te zien, maar wordt geconfronteerd met tegenslagen. |            |                                    |                  |                                        | |               |  |
| 4 | 4          | The Stuff That Dreams Are Made Of  | Fred Berner      | Juliet Lashinksy-Revene                | Peter Scanavino - Dominick Carisi jr. Jennifer Van Dyck - rechter Sharone Lee James Murtaugh - Herbert Rixton                       | 22 april 2021 |  |
| Elliot zit in een ernstige ontkenning wat betreft zijn verergerde PTSS, en wordt dan tot zijn ontsteltenis door zijn familie en Benson onderworpen aan een interventie. Ondertussen probeert Gina afluisterapparatuur in de wijnkelder van Richard te plaatsen. |            |                                    |                  |                                        | |               |  |
| 5 | 5          | An Inferior Product                | Eriq La Salle    | Zachary Reiter                         | Smitty Chai - Kwan Chen Kevin Craig West - Terrence Bryant Demore Barnes - Christian Garland                                        | 13 maart 2021 |  |
| Deze aflevering is een cross-over met de televisieserie Law & Order: Special Victims Unit (seizoen 22, aflevering 13). Wanneer een mislukte drugsvangst eindigt met de dood van een informant, en een arrestatie door geweldsmisbruikende agenten die ervoor zorgen dat de neef van Bell in het ziekenhuis beland, gaan Elliot en Olivia op onderzoek uit. Wheatley regelt een aanslag op een bende die Purple Magic repliceert. Een van de overlevenden is betrokken bij het leveren van de drugs dat de broer van Olivia heeft gedood. Elliot ontdekt dat Angela de aanslag op zijn vrouw heeft geregeld. |            |                                    |                  |                                        | |               |  |
| 6 | 6          | I Got This Rat                     | Bethany Rooney   | Jean Kyoung Frazier Rick Marin         | Ivo Nandi - Gianluca Silvano Timothy Adams - inspecteur Chambliss Davide Borella - Roberto                                          | 20 mei 2021   |  |
| Angela wordt gearresteerd voor de moordaanslag op de vrouw van Elliot. Zij verwijt Richard dat hij haar bedrogen heeft door haar te vertellen dat het Elliot was die verantwoordelijk was voor de dood van haar zoon Rafiq, terwijl Richard hem in werkelijkheid vermoordde omdat hij Purple Magic verduisterde. Zij besluit dan mee te werken met het onderzoek dat Richard voor lange tijd op kan sluiten. Ondertussen komt Dana erachter dat Gina een undercoveragente is, en informeert Richard hierover. Richard is hier woedend over, en instrueert de onwillige Richie om Gina te vermoorden. Bekher is aanwezig wanneer Richie de aanslag uitvoert. |            |                                    |                  |                                        | |               |  |
| 7 | 7          | Everybody Takes a Beating Sometime | Jean de Segonzac | Marcus J. Guillory                     | Ivo Nandi - Gianluca Silvano Timothy Adams - inspecteur Chambliss Steve Harris - Ellsworth Lee                                      | 27 mei 2021   |  |
| Een van de mannen van Richard schiet Bekher dood, en vertelt Richie later dat er geen getuige kan zijn dat hij Gina heeft vermoord. Het team zet een hinderlaag op voor de internationale wapenhandelaar Gianluca, nu een informant, die illegale Covid-19 vaccinaties koopt van Richard. Wanneer de aankoop volgens plan verloopt, valt Elliot en het team naar binnen om Richard, zijn zoon en zijn mannen te arresteren. In alle ontstaande tumult probeert Richard te ontsnappen door de metrogangen, maar Stabler kan hem dan toch overmeesteren en arresteren. Dana wordt door de politie op het kantoor gearresteerd, samen met enkele van de handlangers. Bell ontdekt dat Gina dood is, en confronteert Richie in zijn cel hiermee. |            |                                    |                  |                                        | |               |  |
| 8 | 8          | Forget It, Jake; It's Chinatown    | Fred Berner      | Zachary Reiter Juliet Lashinsky-Revene | Barbara Eve Harris - Athena Davis Geraldine Hughes - dr. Katherine Carpenter-Grey Jennifer Van Dyck - rechter Sharone Lee           | 3 juni 2021   |  |
| De bende van Wheatley wordt officieel aangeklaagd. Angela wordt tijdens het proces onder bescherming geplaatst in een hotel, en zakt onder de douche in elkaar nadat zij daar werd vergiftigd met een Novitsjokgif. Wheatley benadert een Amerikaanse procureur om zijn zaak in een federale rechtbank te krijgen, en biedt zijn medewerkers aan in ruil voor clementie. Richie ontdekt de waarheid over de moord op zijn grootvader, en plant vanuit zijn gevangenschap een aanslag op zijn vader. Wheatley raakt gewond, maar wordt gered door Elliot en Bell. Met behulp van een geheime verstopte telefoon regelt Wheatley dat Elliot en Olivia elkaar in het ziekenhuis ontmoeten, waar Angela aan het herstellen is. Morales blijk de mol te zijn en wordt dan door Bell gedood, maar niet voordat hij bij Angela een ander gif injecteert. |            |                                    |                  |                                        | |               |  |